# Universal Orlando Resort
Koordinaten: 28° 28′ 25″ N, 81° 28′ 0″ W
Das Universal Orlando Resort ist ein Themenpark-Resort in Orlando im US-Bundesstaat Florida. Seit 2011 ist das Resort vollständig im Besitz von NBCUniversal, davor hatte die Blackstone Group einen Anteil von 50 %. Das Resort besteht aus den zwei Themenparks Universal Studios Florida und Universal Islands of Adventure, dem Wasserpark Universal Volcano Bay und der Shopping- und Restaurantzone Universal CityWalk. Das Resort hat damit eine Gesamtgröße von 219 Hektar, wobei nur weniger als die Hälfte davon für die Themenparks genutzt wird (Universal Studios Florida: 51 Hektar, Islands of Adventure: 45 Hektar).
Mit schätzungsweise 9,8 (Islands of Adventure) und 10,7 (Studios Florida) Millionen Besuchern zählten beide Parks im Jahr 2018 zu den 20 meistbesuchten Vergnügungsparks weltweit.

## Studios
Zum Universal Orlando Resort gehörte das größte arbeitende Filmstudio außerhalb Hollywoods. Bis 2005 wurden hier alle Fernsehshows des Kindersenders Nickelodeon aufgezeichnet. Dabei konnten die Tagesgäste nicht nur als Zuschauer live dabei sein, sondern auch aktiv an den Shows teilnehmen. Daneben dienten die Studios als Kulisse für eine Vielzahl von Werbespots und Fernsehserien wie The Ellen DeGeneres Show.
Nach dem Umzug der Nickelodeon Studios nach Hollywood wurden in Orlando keine regelmäßigen Shows mehr aufgezeichnet. Eine Ausnahme waren die TNA Impact Weekly Shows und die Pay-Per-View-Events von Total Nonstop Action Wrestling (TNA), welche bis 2018 des Öfteren hier aufgezeichnet und in den USA auf Pop TV ausgestrahlt wurden.
Seitdem werden die Studios nur noch selten für TV- und Filmproduktionen genutzt. Neben vereinzelten Werbe- und Studentenprojekten werden sie hauptsächlich an den jährlichen Halloween Horror Nights als Orte für Spukhäuser eingesetzt. Einzelne Episoden von Shows wie der Tonight Show wurden zur Promotion von Attraktionen auf dem Studiogelände produziert. Studiogebäude können auch für private Festlichkeiten gemietet werden.

## Themenparks

### Universal Studios Florida
Der Park Universal Studios Florida wurde 1990 eröffnet. Unter dem Motto „Ride the Movies“ (etwa: Fahr die Filme) hat Universal aufwändige und spannende Attraktionen in Bezug auf die Kinofilme gebaut, um mit dem ebenfalls in Orlando ansässigen Walt Disney World Resort konkurrieren zu können. Der Park befindet sich unmittelbar in Orlando direkt neben dem International Drive und der Interstate 4. Der Park ist in die sieben Themenschwerpunkte Hollywood, DreamWorks Land, World Expo, San Francisco, New York, Production Central und The Wizarding World of Harry Potter – Diagon Alley aufgeteilt.
Universal Studios Florida hatte im Jahr 2019 ca. 10,9 Millionen Besucher.
Damit lag der Park im Vergleich auf Platz 6 der Freizeitparks mit den meisten Besuchern in Nordamerika und auf Platz 11 weltweit. Innerhalb der Jahre 2006 bis 2018 lag die durchschnittliche Besucherzahl bei 7,5 Millionen Besuchern pro Jahr.

### Universal Islands of Adventure

Islands of Adventure – Der künstliche Leuchtturm am Haupteingang mit dem Parklogo

Die Universal Islands of Adventure (Universals Abenteuerinseln) wurden im Mai 1999 eröffnet. Direkt an den Schwesterpark Universal Studios Florida grenzend, waren die sechs Inseln die dritte Ergänzung zum Universal Orlando Komplex. Der Park teilt sich in die Themenbereiche Port of Entry, Marvel Super Hero Island, Toon Lagoon, Jurassic Park, The Lost Continent, Seuss Landing und The Wizarding World of Harry Potter auf.

#### Achterbahnen
| Name                                           | Hersteller           | Typ                                            | Eröffnungsjahr | Hinweise | Weblinks |
| ---------------------------------------------- | -------------------- | ---------------------------------------------- | -------------- | --- | -------- |
| Flight of the Hippogriff                       | Vekoma               | Familienachterbahn                             | 2000           | Name war bis 2008 Flying Unicorn.                                                                                          |          |
| Hagridʼs Magical Creatures Motorbike Adventure | Intamin              | Dark Ride, Launched Coaster, Motorbike Coaster | 2019           | Befindet sich an der Stelle, wo sich zuvor Dragon Challenge befand.                                                        |          |
| The Incredible Hulk Coaster                    | Bolliger & Mabillard | Launched Coaster                               | 1999           | Zwischen 2015 und 2016 wurde die Bahn umfangreich restauriert, wozu auch der Austausch der Schienen und neue Züge gehören. |          |
| Pteranodon Flyers                              | Setpoint, SpectraF/X | Familienachterbahn, Suspended Coaster          | 1999           | |          |
| VelociCoaster                                  | Intamin              | Launched Coaster                               | 2021           | |          |

##### Ehemalige Achterbahnen
| Name             | Hersteller           | Typ                                   | Eröffnungsjahr | Schließungsjahr | Hinweise                           | Weblinks |
| ---------------- | -------------------- | ------------------------------------- | -------------- | --------------- | ---------------------------------- | -------- |
| Dragon Challenge | Bolliger & Mabillard | Inverted Coaster, Duelling-Achterbahn | 1999           | 2017            | Name war bis 2010 Dueling Dragons. |          |

#### Port of Entry
Der Eingang der Islands of Adventures ist einem arabisch/orientalischen Markt nachempfunden und zieht sich von den Kassen beginnend bis hin zum See, der den Mittelpunkt des Parks bildet. Alle weiteren Islands (Themengebiete des Parks) sind um diesen herum gebaut.
Port of Entry beinhaltet keine Fahrgeschäfte, sondern wie für eine Mainstreet üblich Einkaufs- und Essens-Möglichkeiten.

#### The Wizarding World of Harry Potter

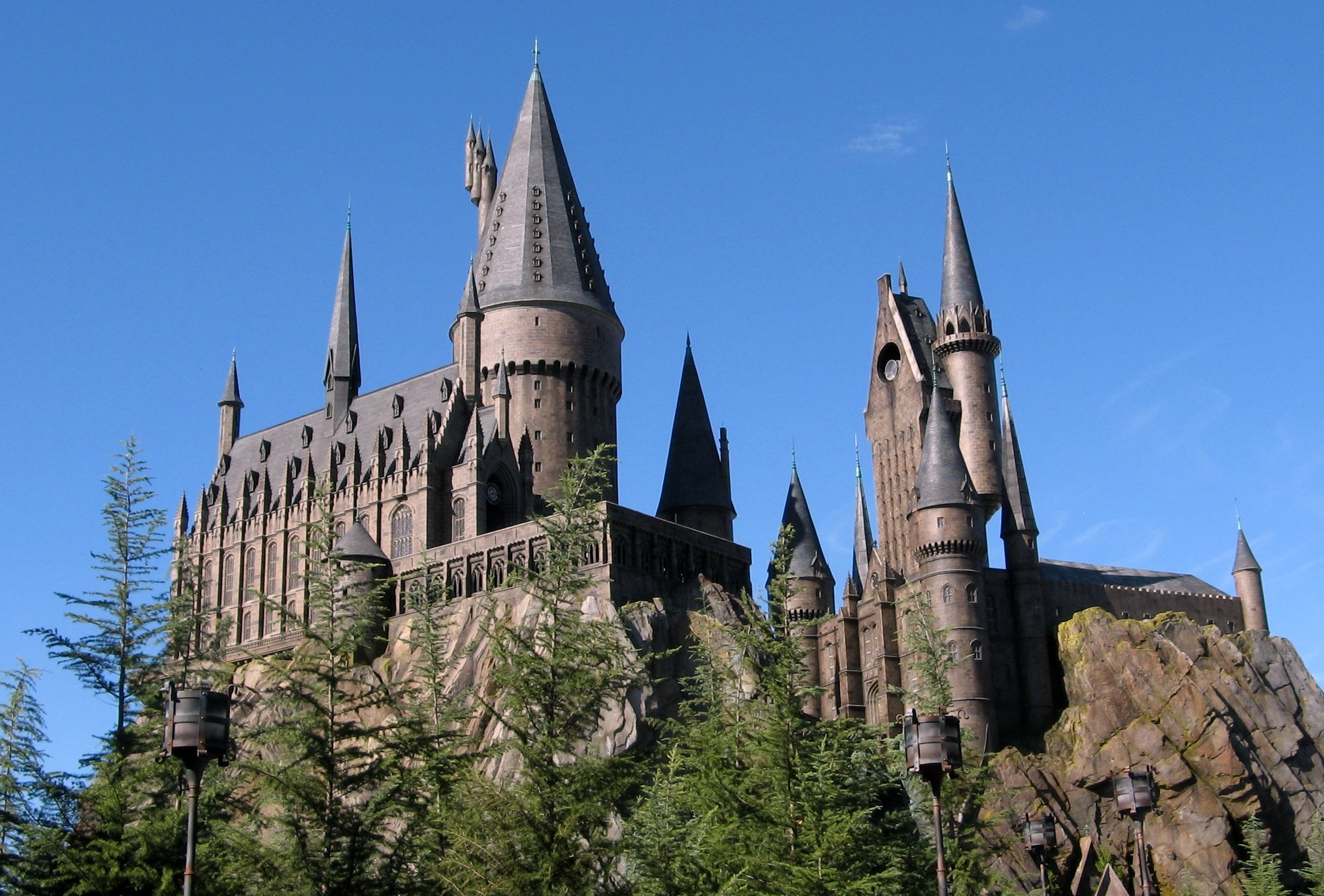
Das Schloss von Hogwarts mit Harry Potter and the Forbidden Journey im Inneren

The Wizarding World of Harry Potter (Die zauberhafte Welt des Harry Potter) ist das neuste der sieben Themenareale des Parks. Es wurde offiziell am 31. Mai 2007 angekündigt und nach einer zweieinhalbjährigen Bauzeit für die Besucher am 18. Juni 2010 eröffnet. Vor dem Umbau zu der Welt von Harry Potter befand sich auf dem Platz die Erweiterung des Bereiches Lost Continent. Die beiden Attraktionen Dragon Challenge (früher: Duelling Dragons) und Flight of the Hippogriff (damals: Flying Unicorn) waren bereits vor der Umgestaltung im Jahr 2010 Bestandteile des Parks. Erstere wurde jedoch 2017 geschlossen und abgerissen, um für den Bau der Motorrad-Achterbahn Hagridʼs Magical Creatures Motorbike Adventure Platz zu machen.
Die Hauptattraktion des Themenlandes ist Harry Potter and the Forbidden Journey (deutsch: Harry Potter und die verbotene Reise), die sich in einer großen Nachbildung der Hogwarts-Schule für Hexerei und Zauberei befindet. In diesem Darkride, der mit KUKA Robocoastern ausgestattet ist, werden berühmte Orte und Figuren der Harry-Potter-Welt besucht. Weitere Attraktionen sind die schon erwähnten Hagrid’s Magical Creatures Motorbike Adventure und Flight of the Hippogriff (Flug des Hippogreif). Weiterhin beinhaltet der Bereich einen Nachbau der Kleinstadt Hogsmeade mit vielen ihrer kleinen Geschäfte, wie zum Beispiel Derwish und Banges, Der Honigtopf, Die Drei Besen oder Zonkos Scherzartikelladen.

#### Marvel Super Hero Island
Links vom Eingang abgehend gelangt der Besucher zu der Marvel Super Hero Island, dem Themenbereich, der sich den Comics des Verlags Marvel widmet. Hauptattraktionen ist die Simulationsfahrt The Amazing Adventures of Spider Man, welche eine nächtliche Abenteuerfahrt durch New York darstellt.
Das verwendete Fahrsystem wurde zudem in den Universal Studios in Hollywood für Transformers benutzt. Aufgrund des Erfolgs wurde in den Studios in Orlando ein gleiches Fahrgeschäft gebaut. Somit befinden sich im Universal Resort Orlando zwei Attraktionen mit dem gleichen Fahrtsystem, allerdings zwei verschiedenen Geschichten und Gestaltungen.
Eine weitere Hauptattraktion des Bereiches ist die Achterbahn The Hulk Coaster, die von Bolliger & Mabillard zur Eröffnung des Parks gebaut wurde und momentan die höchste Cobra-Rolle der Welt besitzt. Ein weiteres Merkmal der Überschlagsbahn ist der Katapultstart aus einem Tunnel, welcher nicht nur direkt in eine Inversion mündet, sondern von Reibrädern erzeugt wird. Keine Achterbahn des Schweizer Herstellers hat bisher einen solchen Start verbaut.
Eine weitere Attraktion der Marvel Super Hero Island ist unter anderem Doctor Doom’s Fear Fall, ein Freifallturm von S&S Engineering.

#### Toon Lagoon
Folgt der Besucher dem ringförmig angelegten Weg rund um den See des Parks kommt dieser in den eher für Kinder ausgelegten Teil des Parks, die Toon Lagoon. Anders als bei der Marvel Super Hero Island wurden hier Kinderfreundlichere Themen und Cartoons gewählt, zum Beispiel Popeye. Diese Figur schmückt den Rapid River Popeye and Bluto’s Bilge-Rat Barges , welche neben Dudley Do-Right’s Ripsaw Falls, einer Wildwasserbahn von Mack Rides, die Hauptattraktionen in der Toon Lagoon ist.

#### Jurassic Park
Hier befindet sich unter anderem die Wasserbahn Jurassic Park River Adventure, welche sich der Thematik im Film Jurassic Park unterzieht. Allgemein ist dieser Bereich mit Urwaldpflanzen und Dinosauriern gestaltet. Eine weitere Achterbahn des Parks heißt Pteranodon Flyers, ist allerdings nur für Kinder oder begleitende Erwachsene zugelassen. Die geringe Kapazität der Bahn verlangt diese Regelung, denn sonst würden die Wartezeiten zu hoch werden. Am 10. Juni 2021 wurde zudem die Achterbahn The Jurassic World VelociCoaster eröffnet, die sich rund um das Jurassic Park Discovery Center erstreckt.

#### The Lost Continent
Dieser Bereich richtet sich an alte Mythen und wurde mit vielen Felsen errichtet. Dabei ist das Restaurant Mythos besonders erwähnenswert, da es oft als bestes Themenparkrestaurant der Welt ausgezeichnet wurde.
Die Effektshow Poseidon’s Fury und die Akteur-Show The Eight Voyages of Sindbad bilden die einzigen verbleibenden Attraktionen des Bereichs, nachdem die drei Achterbahnen in die Wizarding World of Harry Potter eingegliedert wurden.

#### Seuss Landing

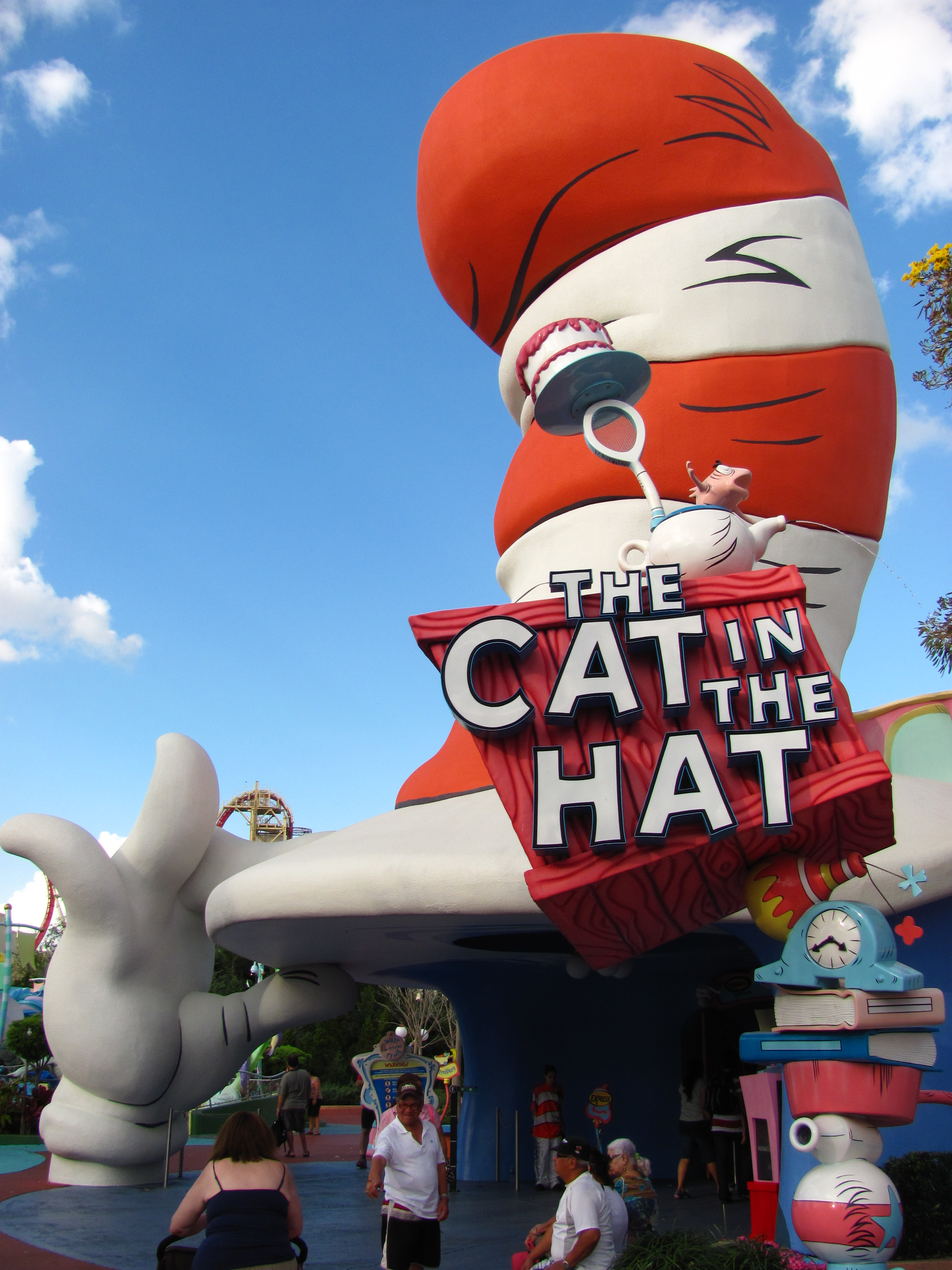
The Cat in the Hat

Seuss Landing ist für Kinder ausgelegt und bietet neben einem Indoorbereich den The High in the Sky Seuss Trolley Train Ride, ein Transportfahrgeschäft, welches in dem gesamten Bereich verkehrt. Das Fahrtsystem ist eigentlich als Achterbahn erdacht und wird normalerweise als Powered Coaster von Mack Rides verkauft. Die Gestaltung inklusive des Darkrides The Cat in the Hat basieren auf dem Kinderbuchautor Dr. Seuss.
| Name                                   | Beschreibung | Eröffnung   |
| -------------------------------------- | --- | ----------- |
| The Amazing Adventures of Spider-Man   | Simulatorfahrt durch New York City mit vielen Spezialeffekten, basierend auf Spider-Man                                                                            | seit Beginn |
| Incredible Hulk Coaster                | Bolliger & Mabillards erster Launched Coaster | seit Beginn |
| Doctor Doom’s Fearfall                 | Zwei Freifalltürme des Herstellers S&S Power | seit Beginn |
| Dudley Do-Right’s Ripsaw Falls         | Wildwasserbahn, thematisiert nach der Zeichentrickserie Dudley Do-Right                                                                                            | seit Beginn |
| Popeye and Bluto’s Bilge-Rat Barges    | Rapid River, thematisiert nach Popeye | seit Beginn |
| Jurassic Park River Adventure          | Abenteuer-Bootsfahrt mit Spezialeffekten, basierend auf Jurassic Park                                                                                              | seit Beginn |
| Poseidon’s Fury                        | Indoor-Show mit vielen Spezialeffekten | seit Beginn |
| Flight of the Hippogriff               | Familienfreundliche Stahlachterbahn, ursprünglich genannt Flying Unicorn                                                                                           | 2000        |
| Harry Potter and the Forbidden Journey | Simulationsfahrt durch Hogwarts und die Umgebung | 2010        |
| Skull Island: Reign of Kong            | Trackless 3D-Dark Ride mit Innen- und Außenbereich, basierend auf King Kong                                                                                        | 2016        |
| The Jurassic World VelociCoaster       | Launched Coaster mit zwei Launch-Starts, einem 47 Meter hohen Top Hat und einer Maximalgeschwindigkeit von 113 km/h. Inspiriert durch die Jurassic-World-Filmreihe | 2021        |

| Name                         | Beschreibung | Eröffnung | Schließung |
| ---------------------------- | --- | --------- | ---------- |
| Triceratops Encounter        | Interaktive Begegnung mit einem Triceratops-Animatronic im Jurassic-Park-Bereich. Wurde erstmals 2003 geschlossen, dann 2010 als Discovery Trail wieder eröffnet und wenige Monate erneut geschlossen, 2011 erneut als Triceratops Encounter eröffnet und 2021 definitiv geschlossen. | 1999      | 2012       |
| Dragon Challenge             | Duellierende Achterbahn von Bolliger & Mabillard, ursprünglicher Dragon Challenge, 2010 im Rahmen der Harry-Potter-Erweiterung umgebaut, seit 4. September 2017 endgültig geschlossen                                                                                                 | 1999      | 2017       |
| The Eighth Voyage of Sindbad | Stunt-Show im The Lost Continent-Bereich des Parks, inspiriert von den Sindbad-Geschichten. | 1999      | 2018       |

#### Besucher
Universal Islands of Adventure hatte im Jahr 2019 ca. 10,4 Millionen Besucher.
Damit lag der Park im Vergleich auf Platz 7 der Freizeitparks mit den meisten Besuchern in Nordamerika und auf Platz 12 weltweit. Innerhalb der Jahre 2006 bis 2014 lag die durchschnittliche Besucherzahl bei 6,5 Millionen Besuchern pro Jahr.
Entwicklung der Besucherzahlen

### Universal Epic Universe
Im August 2019 hat Universal angekündigt, einen neuen Freizeitpark südlich des aktuellen Resorts zu bauen. Der neue Park wird "Universal Epic Universe" heißen und eine Fläche von 303 Hektar nutzen. "Unser neuer Park stellt die größte Einzelinvestition dar, die Comcast NBCUniversal in sein Themenparkgeschäft und in Florida getätigt hat", verkündete Brian L. Roberts, Chairman und Chief Executive Officer der Comcast Corporation. Der neue Park soll unter anderem eine Kopie des "Super Nintendo World"-Bereichs erhalten, welcher bereits 2021 in den Universal Studios Japan eröffnet wurde. Nach einer zwischenzeitlichen Verzögerung, bedingt durch die COVID-19-Pandemie, zeigen Luftaufnahmen vom Dezember 2021 die Fortsetzung der Bauarbeiten auf dem zukünftigen Park-Areals. Am 12. Oktober gab Universal bekannt, den Park am 22. Mai 2025 eröffnen zu wollen.

### Universal Volcano Bay
Volcano Bay ist ein 11 Hektar großer, thematisierter Wasserpark, der 2017 eröffnet wurde. Er löste Wet ’n Wild, das zu Universal gehört, als Wasserpark des Resorts ab. Wet 'n Wild wurde 1977 vom SeaWorld-Gründer George Millay als einer erster großer Wasserparks gegründet. Im Jahr 1998 wurde Wet 'n Wild von Universal Parks & Resorts übernommen und von da an als Teil des Universal Orlando Resorts angesehen. Der Wasserpark verfügte über achtzehn Wasserrutschen und Attraktionen, darunter die beliebten Attraktionen Storm, Bomb Bay, Disco H2O, Mach 5 und Surge.
Wet 'n Wild befand sich an der Kreuzung von International Drive und Universal Boulevard, etwa ein Kilometer südlich des Parkhauses von Universal Orlando. Wet 'n Wild schloss offiziell am 31. Dezember 2016 aufgrund der Eröffnung von Volcano Bay.
Der Park ist thematisch um einen 61 m hohen Vulkan namens "Krakatau" herum aufgebaut. Dieser ist das Hauptsymbol des Parks, das auf dem Logo abgebildet ist, und beherbergt drei Drop-Capsule-Rutschen, Ko'okiri Body Plunge, die mit 38 Metern Höhe die höchste Körperrutsche in Amerika ist. Krakatau verfügt zudem über die Kala & Tai Nui Serpentine Body Slides, die sich in der Mitte des Vulkans um den Krakatau Aqua Coaster schlängeln. Der Rest des Parks ist in die Bereiche Wave Village, River Village und Rainforest Village unterteilt, die alle eine Vielzahl von Pools, Rutschen, Lazy Rivers und andere wasserbasierte Attraktionen bieten.

## Universal CityWalk
Der Universal CityWalk besteht unter anderem aus einem Multiplex-Kino mit 20 Sälen, einer Konzerthalle des Hard Rock Cafe Orlando’s, diversen Shoppingmöglichkeiten, thematischen Restaurants und Nachtclubs. Zusätzlich gibt es seit 2011 das „Hollywood Drive-In Golf“, eine Minigolfanlage, welche direkt am Anfang des CityWalks errichtet wurde. Nach dem Parken des Autos in einem der Parkhäuser gelangen die Besucher erst zum CityWalk und anschließend erst zu den Eingängen der beiden Themenparks.
Die meisten Nachtclubs sind kostenpflichtig. Ein CityWalk Party Pass ermöglicht es aber trotzdem alle Clubs ohne zusätzliche Kosten zu betreten. Alternativ ist der Eintritt auch bei einigen der Tickets enthalten. Der Pass kann ebenso wie die Tickets online oder an der Tageskasse erworben werden.
Auswahl Restaurants und Diskotheken
| Lokal                                                   | Beschreibung                                                                | evtl. Besonderheit                                                                               |
| ------------------------------------------------------- | --------------------------------------------------------------------------- | ------------------------------------------------------------------------------------------------ |
| Jimmy Buffett’s Margaritaville                          | Restaurant mit karibischem Essen                                            | Ausbruch eines künstlichen Vulkans                                                               |
| Emeril’s Restaurant Orlando                             | Restaurant der kreolischen Küche                                            | Filiale des Starkochs Emeril Lagasse                                                             |
| Hard Rock Cafe Orlando                                  | Café und Restaurant mit amerikanischem und internationalem Essen            | größtes Hard Rock Cafe der Welt                                                                  |
| The Bubba Gump Shrimp Co. Restaurant & Market           | Fisch & Meeresfrüchte                                                       | ---                                                                                              |
| Bob Marley – A Tribute to Freedom                       | Jamaikanische Küche                                                         | Live-Reggea Musik                                                                                |
| Latin Quarter                                           | im Obergeschoss befindet sich „Churrascaria“, ein argentinisches Steakhouse | Donnerstags, freitags und samstags verwandelt sich das Restaurant in Orlandos größten Latin-Club |
| Pat O’Brien’s                                           | Bühne & Restaurant im Stile New Orleans                                     | Herkunft des Hurricane Drink                                                                     |
| Red Coconut Club                                        | Nachtclub im Las Vegas Stil                                                 | Angeblich Orlandos exklusivster Club                                                             |
| CityWalk’s Rising Star                                  | Karaoke Bar                                                                 | Karaoke mit Live Band                                                                            |
| Starbucks                                               | Coffee-Shop                                                                 | ---                                                                                              |
| Voodoo Doughnut Orlando                                 | Über 50 verschiedene Donuts                                                 | ---                                                                                              |
| The Toothsome Chocolate Emporium & Savory Feast Kitchen | Im Steampunk-Look gehaltenes Restaurant süssen und salzigen Speisen         | Optische spektakuläre Drinks, Shakes und Speisen                                                 |
| The Cowfish Sushi Burger Bar                            | Fusion-Küche mit Hamburgern und Sushi-Spezialitäten                         | ---                                                                                              |
| NBC Sports Grill & Brew                                 | Sportbar mit Live-Übertragungen diverser Spiele                             | ---                                                                                              |

Frühere Erlebnis-Restaurants wie NASCAR Sports Grille, NBA City oder Pastamoré Ristorante & Market wurden durch neue Gastronomiebetriebe ersetzt.

## Angebote und Services

### Universal Express
Im Gegensatz zu Disney ist das System zur Verminderung der Wartezeiten im Universal Resort nicht kostenlos. Die Preise variieren je nach gewähltem Besuchstag (umso voller die Parks werden sollen, desto teurer ist das Angebot), wobei das Ticket für beide Parks mindestens 35,99 US-Dollar, für die Studios 19,99 US-Dollar und die Islands of Adventure 29,99 US-Dollar kostet. Für die Gäste der Luxushotels gibt es die Pässe kostenlos. Die Attraktionen können nach Belieben besucht werden und es wird kein spezifisches Zeitfenster vorgegeben (anders als beim FastPass+ in Walt Disney World Resort).

### Universal Dollars
Universal Dollars waren Gutscheine, die innerhalb des Universal Orlando Resorts gültig waren. Die Gutscheine wurden 2004 zum ersten Mal in Verkehr gebracht und sehen aus wie Cartoon-Banknoten. Es existieren drei verschiedene Noten: 1-, 5- und 10-Dollar-Note, jeweils geschmückt mit verschiedenen Charakteren aus den Parks. Die 1-Dollar-Note zeigte beispielsweise das Bild von Betty Boop, die 5-Dollar-Note das Bild von Scooby-Doo und die 10-Dollar-Note das Bild von Spider-Man. Andere Versionen existierten unter anderem mit Popeye- oder Jurassic-Park-Motiven. Die Universal Dollars wurden bereits nach wenigen Jahren wieder eingestellt und haben heute Sammlerwert.
Die Idee von eigener Währung in Freizeitparks stammt von der Walt Disney Company. Am 5. Mai 1987 wurden in den Themenparks zum ersten Mal sogenannte Disney Dollars herausgegeben. Im Gegensatz zu den Disney Dollars sind die Universal Dollars nicht wieder in normale US-Währung umtauschbar.

## Hotels
Einige der Hotels im Universal Resort werden im Gegensatz zu denen in der Walt Disney World von der Hotelkette „Loews“ und nicht von den Parkbetreibern selbst geführt. Gäste der Universal-Hotels erhalten exklusive Benefits, wie die „Early-Park-Admission“, mit welcher man eine Stunde vor den eigentlichen Öffnungszeiten die Wizarding World Of Harry Potter besuchen darf. Auch können sie Transfermöglichkeiten zwischen den Parks und den Hotels kostenlos benutzten und erhalten weitere kleinere Vorteile in Universal CityWalk und den diversen Shops im Resort. Alle Hotels befinden sich in unmittelbarer Parknähe. Universal selbst teilt seine Hotels in vier Preisklassen ein:

### Premier-Kategorie
Gäste von Hotels dieser Kategorie erhalten zusätzlich zu den oben erwähnten Vorteilen einen kostenlosen Universal Express Unlimited-Pass. Diesen kann man in den Parks benutzen und somit alle gekennzeichneten Attraktionen mit stark verminderter Wartezeit fahren. Zusätzlich haben die den Vorteil von Priority Seating in ausgewählten Restaurants.

#### Loews Portofino Bay Hotel
Das Portofino Bay befindet sich nördlich im Universal-Komplex, theoretisch in der Nähe von E.T. Adventure und Men in Black in den Universal Studios. Das Hotel hat eine italienische, bzw. mediterrane Gestaltung und zählt unter den On-Site Hotels als das teuerste. Hier bekommt man den "Universal Express Unlimited"-Pass zu seinem Hotelaufenthalt dazu.

#### Hard Rock Hotel
Ergänzend zu dem Hard Rock Cafe, das sich mittig zwischen den beiden Parkeingängen befindet, gibt es ein wenig rechts von den Universal Studios Park gelegen das Hard Rock Hotel. Das Hotel hat eine mexikanische/spanische Thematisierung. Als Besonderheit gibt es den Hotelpool, welcher einem Sandstrand nachempfunden ist. Passend zum Musikthema kann man unter Wasser durch ein spezielles Soundsystem ebenfalls Musik hören. Hier bekommt man den "Universal Express Unlimited"-Pass ebenfalls zu seinem Hotelaufenthalt dazu.

#### Loews Royal Pacific Resort
Das Luxushotel mit dem niedrigsten Preisniveau befindet sich am südlichen Ende des Geländes in der Nähe das Islands of Adventures Eingang. Die Gestaltung ist karibisch/polynesisch. Auch hier bekommt man den "Universal Express Unlimited"-Pass zu seinem Hotelaufenthalt dazu.

### Preferred-Kategorie

#### Loews Sapphire Falls Resort
Das Sapphire Falls befindet sich südlich der Parks und bietet Gästen eine karibische Atmosphäre mit einer tropischen Gestaltung der Zimmer. Im eigenen Strandbereichs, zwischen den Palmen und des Pools, befinden sich karibisch angehauchte Restaurants, darunter auch eine moderne Bar, die seltene und alte Rumsorten anbietet.

### Prime-Value-Kategorie

#### Universal's Cabana Bay Beach Resort
Das Resort ist im Retro-Stil gehalten und bietet Zimmer und Suiten mit ikonischer Architektur, die von klassischen Florida-Strandresorts der 1950er und 60er Jahre inspiriert ist. Es bietet außerdem zwei große Pools, einen gewundenen Fluss, eine Bowlingbahn und mehr. Das Cabana Bay befindet sich südlich der Parks.

#### Universal's Aventura Hotel
Das Aventura liegt direkt bei Universal Volcano Bay und bietet einen exklusiven Ausblick auf den ikonischen Vulkan des Wasserparks. Im obersten Stock befindet sich zudem eine Rooftop-Bar. Neben modern eingerichteten Zimmern bietet das Hotel die üblichen Universal-Hotel-Vorteile.

### Value-Kategorie

#### Universal’s Endless Summer Resort
In der günstigsten Hotel-Kategorie betreibt Universal im Endless Summer Resort zwei Hotels:
- Surfside Inn and Suites: Das Hotel und seine Räume bieten eine einfach, lockere Surfer-Atmosphäre mit kleinem Pool und modernen Zimmern.
- Dockside Inn and Suites: Inspiriert von Sand, Meer und Sonnenuntergängen, hat dieses Hotel eine küstennahe Atmosphäre, sowohl in den Zimmern als auch im Rest des Gebäudes.

Das Resort befindet sich auf dem Areal des früheren Wet ’n Wild-Wasserparks und dessen Parkplatz. Dieser wurde Ende 2016 geschlossen.

## Bildbeispiele

Der Rapid River Popeye and Bluto’s Bilge-Rat Barges
Kulisse der Show Poseidon’s Fury
Straße im Themenbereich Toon Lagoon